# Дзеконский, Леонид Викторович
Леонид Викторович Дзеконский (27 января 1907 — 1980 или 14 марта 1981) — советский борец вольного и классического стилей, чемпион и призёр чемпионатов СССР по классической борьбе, призёр чемпионатов СССР по вольной борьбе, Заслуженный мастер спорта СССР (1947).

## Биография
Увлёкся борьбой в 1924 году. Тренировался под руководством Г. Б. Чикванадзе. В 1935 году выполнил норматив мастера спорта СССР. Участвовал в 12 чемпионатах СССР.
Судья всесоюзной категории (1963).

## Спортивные результаты
- Чемпионат СССР по классической борьбе 1935 года — ;
- Чемпионат СССР по классической борьбе 1936 года — ;
- Чемпионат СССР по классической борьбе 1937 года — ;
- Чемпионат СССР по классической борьбе 1947 года — ;
- Чемпионат СССР по вольной борьбе 1947 года — ;
- Чемпионат СССР по вольной борьбе 1948 года —

## Награды
- Медаль «За трудовую доблесть» (27.04.1957) — «за успехи, достигнутые в деле развития массового физкультурного движения в стране, повышения мастерства советских спортсменов, и успешное выступление на международных соревнованиях»